# PC booter

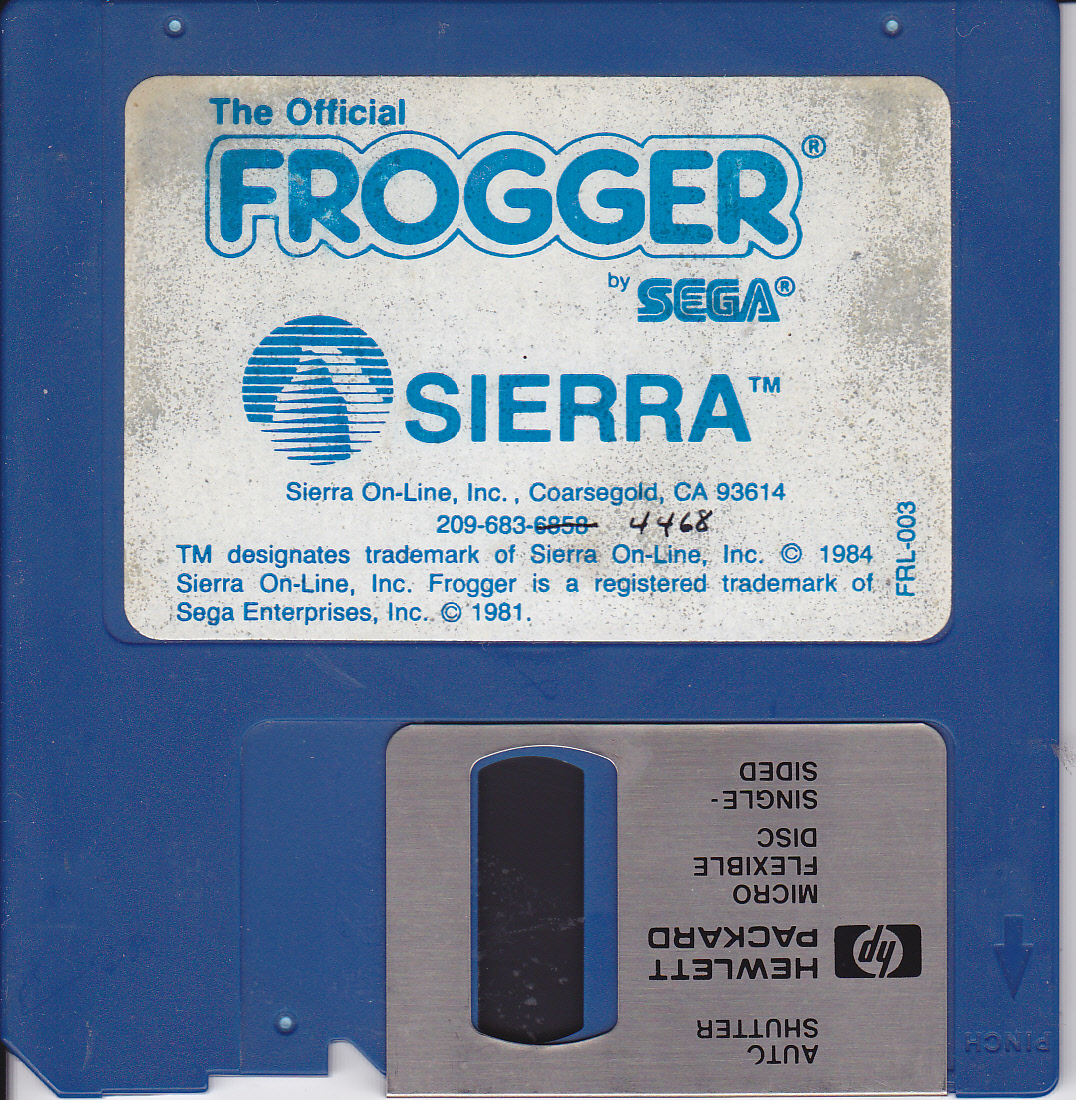
Disquette de lancement du jeu: SEGA Frogger

PC booter désigne un jeu stocké sur disquette, qui se lance sur PC en insérant le média dans le lecteur et en mettant l'ordinateur sous tension,,.
Ce type de jeu très répandu dans les premières années de vie de l'IBM PC présente deux avantages :
- une plus grande mémoire disponible puisque qu'aucun système d'exploitation n'est chargé ;
- une relative protection contre la copie, puisque le format utilisé pour ces disquettes n'est pas standard, donc impossible à copier avec la commande diskcopy.

Cependant, l'utilisation de cette technique, limitant les jeux par la place disponible sur la disquette, a été abandonnée à la fin des années 1980.